# Лавр (Березовский)
Епископ Лавр (в миру Орест Викторович Березовский, род. 28 января 1986, село Корытное, Черновицкая область) — архиерей Украинской православной церкви. Епископ Ирпенский, викарий Киевской епархии (с 2020 года).

## Биография
Родился 28 января 1986 года в селе Корытное Вижницкого района Черновицкой области.
Крещён в феврале 1986 года в Святой Православной Церкви во имя святителя Николая в родном селе священником Дионисием Думичем.
В 2003 году окончил Корытненскую общеобразовательную школу.
С 2004 по 2009 годы учился в Московской духовной семинарии.
С 2009 по 2013 годы обучался в Киевской духовной академии. Защитил научную работу на тему: «Резиденция буковинских митрополитов в XIX—XX веках. История и архитектура», которую присвоили степень кандидата богословия.
С 2013 по 2015 годы нёс разные послушания в Черновицко-Буковинской епархии.
В декабре 2015 года зачислен в число братии Киево-Печерской Лавры.
24 марта 2016 года принял монашеский постриг с именем Лавр в честь мученика Лавра Иллирийского. Постриг совершил Блаженнейший Митрополит Киевский и всея Украины Онуфрий.
3 апреля 2016 года в Трапезном храме преподобных Антония и Феодосия Печерских Киево-Печерской лавры рукоположён в сан иеродиакона. 28 августа 2016 года награждён двойным орарём.
12 марта 2017 года в Трапезном храме преподобных Антония и Феодосия Свято-Успенской Киево-Печерской лавры митрополитом Киевским Онуфрием рукоположён в сан иеромонаха.
11 июля 2017 года назначен настоятелем Крестового храма в честь святителя Николая, архиепископа Мир Ликийских при резиденции Предстоятеля Украинской Православной Церкви в Свято-Успенской Киево-Печерской Лавре.
4 марта 2018 года в день Собора всех преподобных Киево-Печерских награждён Палицей.
19 декабря 2018 года митрополитом Онуфрием награждён Крестом с украшением.
24 марта 2019 года в день Собора всех преподобных Киево-Печерских возведён в сан архимандрита.
Решением Священного Синода Украинской Православной Церкви от 18.03.2020 года избран епископом Ирпенским, викарием Киевской Митрополии.
20 марта 2020 года в Свято-Троицком Крестовом домовом храме при резиденции Предстоятеля Украинской Православной Церкви в Свято-Пантелеймоновском женском монастыре в Феофании м. Киева состоялось наречение во епископа Ирпенского, викария Киевской Митрополии.
21 марта 2020 года в том же храме за Божественной литургией состоялась епископская хиротония во епископа Ирпенского, которую возглавил Блаженнейший Митрополит Киевский и всея Украины Онуфрий, ему сослужили митрополиты Вышгородский Павел (Лебедь), Бориспольский Антоний (Паканич) и Черновицкий Мелетий (Егоренко); архиепископ Яготинский Серафим (Демьянов), архиепископ Банченский Лонгин (Жар), епископ Шепетовский Евсевий (Дудка), епископ Хотинский Вениамин (Межинский), епископ Барышевский Виктор (Коцаба), епископ Белогородский Сильвестр (Стойчев) и епископ Петропавловский Андрей (Василашку).